# Montbovon
Montbovon, by och järnvägsknut i kommunen Haut-Intyamon i distriktet Gruyère i kantonen Freiburg, Schweiz. Montbovon var tidigare en egen kommun, men den 1 januari 2002 slogs kommunerna Albeuve, Lessoc, Montbovon och Neirivue samman till den nya kommunen Haut-Intyamon.
Orten ligger i floden Saanes dalgång i den sydligaste delen av Gruyère. En kilometer nedströms mynnar floden Hongrin i Saane.

## Kommunikationer
I orten möts meterspårjärnvägarna Montreux-Oberland Bernois (MOB) och Bulle-Montbovon, som drivs av Transports Publics Fribourgeois (tpf). Järnvägen plankorsar byns gator likt en spårväg.
Den viktigaste vägförbindelsen är huvudvägen mellan Bulle, Château d'Oex och Saanen. 

## Historia
Ortsnamnet är känt sedan år 1255. Byn låg vid karavanleden från övre Saanedalen till Genèvesjön över Col de Jaman. 